# Марк Руте
Марк Руте (хол. Mark Rutte; Хаг, 14. фебруар 1967) холандски је политичар. Од октобра 2024. обавља функцију генералног секретара НАТО-а. Између 2010. и 2024. био је премијер Холандије. Служивши на тој функцији укупно 13 година и 262 дана, Руте је премијер са најдужим стажом у историји Холандије.

## Каријера
Обављао је функције државног секретара у Министарству за рад и социјалну политику од 22. јула 2002. до 17. јуна 2004. године и државног секретара у Министарству образовања, културе и науке од 17. јуна 2004. до 27. јуна 2006. године у првом и другом кабинету премијера Јан Петера Балкененде. У јуну 2006. године поднео је оставку на место државног секретара и постао вођа своје партије у скупштини.
На парламентарним изборима 2006. године био је кандидат (lijsttrekker) своје партије за премијера. Кандидат је био и на изборима 2010. године после којих његова партија постаје најјача у парламенту. Изабран је за мандатара 8. октобра 2010. године. Руте је први либерални премијер Холандије још од 1918. године.
Влада Марка Рутеа је мањинска и влада уз подршку Партије слободе Херта Вилдерса. Ова партија се обично не класификује као неонацистичка због позитивних ставова о Израелу али су остале ставке њене политике блиске тој идеологији. Вилдерс је познат по нетолерантним изјавама да „мрзи ислам“, да би муслимани који желе да остану у Холандији морали да се одрекну већег дела Курана, те да би Мухамед у данашње време био ухапшен као терориста. Јавно је изнео став да би Куран требало забранити као фашистичку књигу као што је забрањен Мајн кампф. Предложио је акцизу за ношење традиционалних муслиманских марама у износу од 1500 евра годишње. Заступа идеју о забрани имиграције у Холандију муслиманима као и плаћања онима који су већ насељени у Холандији да одатле оду. У кампањи се служио застрашивањем да ће, уколико његови ставови о исламу не буду прихваћени, Европа и Холандија убрзо постати „Еурабија и Холандабија“.